# Piteå norra landsfiskalsdistrikt
Piteå norra landsfiskalsdistrikt var 1918-1953 ett landsfiskalsdistrikt i Norrbottens län, bildat när Sveriges indelning i landsfiskalsdistrikt trädde i kraft den 1 januari 1918, enligt beslut den 7 september 1917. Den 1 oktober 1953 (enligt beslut den 25 september 1953) upphörde distriktet genom sammanslagning av landsfiskalsdistrikten Piteå norra och Piteå södra till ett, benämnt Piteå landsfiskalsdistrikt. I det nya Piteå distrikt skulle vara anställda två landsfiskaler, varav den ena skulle vara polischef och åklagare och den andre skulle vara utmätningsman.
Landsfiskalsdistriktet låg under länsstyrelsen i Norrbottens län.

## Ingående områden
När Sveriges nya indelning i landsfiskalsdistrikt trädde i kraft den 1 oktober 1941 (enligt kungörelsen den 28 juni 1941) tillfördes Piteå stad i polis- och åklagarhänseende, efter att stadsfiskalstjänsten i staden upphört, men inte i utsökningshänseende. Den 1 januari 1943 (enligt beslut den 30 juni 1942) förenades staden med landsfiskalsdistriktet även i utsökningshänseende och tillhörde därefter distriktet i alla hänseenden.

### Från 1918
- Norrfjärdens landskommun
- Del av Piteå landskommun: Delen norr om Pite älv. Den 1 januari 1919 (enligt beslut den 26 september 1918) överfördes till landsfiskalsdistriktet de söder om Pite älv belägna byarna Sikfors med Borgfors, Selsborg, Kullen, Skomanstjälen, Storträsk och Bäcknäs från Piteå södra landsfiskalsdistrikt.[3]

### Från 1 oktober 1941
- Norrfjärdens landskommun
- Del av Piteå landskommun: Delen norr om Pite älv samt de söder om älven belägna byarna Sikfors med Borgfors, Selsborg, Kullen, Skomanstjälen, Storsträsk och Bäcknäs.[6]
- Piteå stad (förutom i utsökningshänseende, som staden skötte själv)[6]

### Från 1943
- Norrfjärdens landskommun
- Del av Piteå landskommun: Delen norr om Pite älv samt de söder om älven belägna byarna Sikfors med Borgfors, Selsborg, Kullen, Skomanstjälen, Storsträsk och Bäcknäs.[6]
- Piteå stad